# Henry Porter (Dramatiker)
Henry Porter († vermutlich 7. Juni 1599) war ein englischer Dramatiker.

## Leben und Wirken
Jenseits der Einträge in das Tagebuch (Diary) des Theater-Managers Phillip Henslowe ist über Henry Porter wenig bekannt. Er wird dort als ein gentleman und ein poor scholar charakterisiert. Da eines seiner Stücke in Abingdon in der Nähe von Oxford spielt und Wissen über diese Region erkennen lässt, wird vermutet, dass Porter in Oxford studierte.
Anstrengungen, ihn mit Quellen verschiedener Henry Porters in Oxford in Zusammenhang zu bringen, sind bisher fruchtlos verlaufen. Über sein einziges, übrig gebliebenes Theaterstück The Two Angry Women of Abington wurde bekannt, dass es in zwei Auflagen 1599 in London veröffentlicht wurde. Das Stück muss bereits vor den ersten Aufzeichnungen in Henslowe’s Diaries 1588 geschrieben worden sein. Porter wurde von Francis Meres in Palladis Tamia 1598 lobend erwähnt als einer der besten Komödienschreiber unter uns (as one of “the best for Comedy amongst us”).
Linguistische Hinweise scheinen darauf hinzuweisen, dass Porter zu einigen komischen Szenen von Doktor Faustus von Christopher Marlowe beigetragen hat. Das Stück The Two Angry Women of Abington wurde mit dem Stück von Shakespeare The Merry Wives of Windsor hinsichtlich Qualität und Stil positiv verglichen. Es ist ein übermütiges, ausgelassenes ländliches Stück, das zwei lustig-komische Charaktere „Dick Coomes“ und „Nicholas Proverbes“ einschließt, die auch auf der Titelseite einer Originalausgabe angepriesen werden. Henslowe’s Unterlagen legen 1598 verschiedene Zahlungen für Buch und Kostüme des Stückes nahe. Das Stück muss aber bereits vor dem Jahre 1589 aufgeführt worden sein, da es eine Bezugnahme auf diese Figuren in Plaine Percevall, einem Pamphlet jenes Jahres als Antwort auf Martin Marprelate gibt.
Henslowes Tagebuch (Diary) erwähnt darüber hinaus andere Stücke wie Love Prevented (1598), Hot Anger soon Cold, mit Henry Chettle und Ben Jonson (1598), Der zweite Teil von „The Two Angry Women of Abingdon“ (1598), The Four Merry Women of Abingdon (1599), und The Spencers (1599), wiederum mit Chettle. Es erscheint möglich, dass der Zweite Teil von The Two Angry Women kein getrenntes, unabhängiges Werk war. Auch ist nicht geklärt, ob die späteren Stücke vor Porters Tod abgeliefert wurden. 1598 erhielten Porter und Chettle 20 Schillinge, um einen zweiten Teil des Stücks Black Batman of the North zu schreiben. Es wurde vermutet, dass etwas von dem Geld, das Porter von Henslowe erhielt, für Chettle’s Schulden verwendet wurde. Die insgesamt beträchtlichen Summen, die von Henslowe an Porter gezahlt wurden zeigen, dass Porters Stücke sehr populär gewesen sein müssen, und die Eintragungen zugleich vermuten lassen, dass Porter unzuverlässig war.
Henslowe notierte, dass der Kredit an Porter und Chettle geleistet wurde, nachdem Porter “hath geven me his worde for the performance of the same and all so for my money”. Im Februar 1599 erhielt Henslowe das alleinige Recht für alle Stücke von Porter für eine beträchtliche Gegenleistung von vierzig Schillingen (shillings). Porter’s Borgen wurde häufiger, und die genehmigten Summen geringer. Es scheint wahrscheinlich, dass die Veröffentlichung von The Two Angry Women of Abington durch Porters Tod ausgelöst wurden. Der letzte sichere Eintrag über ihn ist ein IOU in Henslowe’s Tagebuch am 26. Mai 1599.
Leslie Hotson entdeckte die Aufzeichnungen eines Falles in den Southwark Assizes, die den Tod eines Henry Porter am 7. Juni 1599 in Southwark vermelden. Über ihn wird dort berichtet, dass er am Vortage eine tödliche Wunde in der linken Brust durch einen Degen (rapier) erhielt, der etwa zwei Schillinge wert war. Als Mörder wurde der Dramatiker John Day genannt, obwohl dies wohl ein andrer Stückeschreiber war als der, der für Philip Henslowe arbeitete (?). Obwohl damals das gemeinsame Schreiben üblich war, gibt es keine Belege, dass Day und Porter zusammenarbeiteten. Ben Jonson, mit dem Porter ebenfalls zusammenarbeitete, beschrieb Porter als einen Spitzbube und gemeinen Kumpel (a base fellow). Day wurde wegen Mord angeklagt aber wegen fahrlässiger Tötung verurteilt auf dem Boden seiner Selbstverteidigung. Seine formale Verteidigung war, dass ”he fled to a certain wall beyond which, etc”. Obwohl keine Aufzeichnungen existieren, scheint er rasch ein „Königliches Pardon“ erhalten zu haben. Der Degen (rapier) war eine elegante, gefährliche Waffe, die wahrscheinlicher einen Tod verursachte als traditionelle Schwerter.
Es entbehrt nicht einer gewissen Ironie, dass einer der Charaktere in The Two Angry Women über “this poking fight of a rapier and dagger” lamentiert, indem er sagt, dass “a good sword-and-buckler man will be spitted like a cat or a coney”. Die Ironie wäre allerdings noch größer, wenn dieser Autor derselbe Henry Porter gewesen wäre, dem Pardon wegen Selbstverteidigung gewährt wurde, wie es in dem Calendar of State Papers, Domestic Series, 1591-4, p. 135 (see Shears) aufgezeichnet ist.

## Stücke
- Wikisource. The Two Angry Women of Abington